# The Golden Pathway
The Golden Pathway è un cortometraggio muto del 1913 diretto da Maurice Costello e da Robert Gaillard (con il nome Robert Gaillord).

## Produzione
Il film fu prodotto dalla Vitagraph Company of America.

## Distribuzione
Distribuito dalla General Film Company, il film - un cortometraggio in due bobine - uscì nelle sale cinematografiche statunitensi il 29 novembre 1913. Nel 1917, ne venne fatta una riedizione che fu distribuita dalla Favorite Films il 3 dicembre.